# Groupe d'étude sur l'Irak
Le Groupe d'étude sur l'Irak (Iraq Study Group), aussi appelé la commission Baker-Hamilton, ou plus simplement la commission Baker est une commission composée de dix personnes désignées par le Congrès des États-Unis, qui est chargée de fournir une appréciation indépendante sur la situation en Irak et sur la guerre d'Irak menée par les États-Unis.
Cette commission avait été proposée par Frank Wolf, représentant républicain de la Virginie à la suite d'une réunion au Capitole sur l'initiative d'un groupe des membres des deux partis du Congrès des États-Unis. Le panel n'a pas d'autorité directe pour changer la politique menée en Irak, mais elle a émis des recommandations politiques. Le Groupe d'étude sur l'Irak est secondé par l'Institut des États-Unis pour la paix qui a diffusé son rapport final sur leur site web le 6 décembre 2006.

## Membres

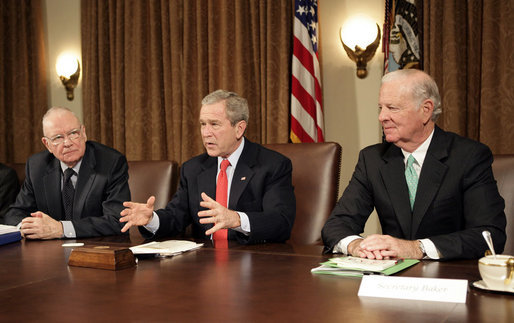
Lee Hamilton (à gauche) et James Baker (à droite) ont présenté le rapport du Groupe d'étude sur l'Irak à George W. Bush le 6 décembre 2006

La commission est codirigée par James Baker, un ancien secrétaire d'État (Républicain) et Lee Hamilton (Démocrate), un ancien représentant américain et vice-président à la Commission du 11-Septembre. Elle est composée par quatre républicains et quatre démocrates.

### Républicains
En plus de Baker, le panel des républicains est le suivant:
- Sandra Day O'Connor, ancien juge de la Cour suprême
- Lawrence Eagleburger,ancien Secrétaire d'État
- Edwin Meese, ancien ministre de la justice des États-Unis[4] ;
- Alan K. Simpson, ancien sénateur du Wyoming

Rudolph Giuliani, l'ancien maire de New York, était initialement membre de la commission mais il démissionna le 24 mai 2006, en déclarant dans une lettre adressée à Baker qu'il ne pouvait « plus assurer une participation pleine et entière que le Groupe d'étude sur l'Irak mérite. » Il fut remplacé par Meese.
Un ancien directeur de la CIA, Robert M. Gates était aussi membre du panel jusqu'à ce qu'il fut remplacé par Lawrence Eagleburger le 10 novembre 2006.
Gates démissionna car il fut nommé par le président George W. Bush en tant que Secrétaire à la Défense le 8 novembre 2006, remplaçant Donald Rumsfeld.

### Démocrates
En plus d'Hamilton, le panel démocrates est le suivant:
- Vernon Jordan, Jr., principal directeur exécutif de la société Lazard, Frères et Co[4] ;
- Leon E. Panetta, ancien chef de cabinet de la Maison-Blanche
- William Perry, ancien secrétaire à la défense;
- Charles S. Robb, ancien gouverneur de Virginie et ancien sénateur américain.

## Financement et soutien
Le travail du panel a été facilité par l'Institut des États-Unis pour la paix et soutenu par le Centre d'Études internationales et stratégiques (CSIS), le Centre d'étude de la présidence (CSP), et l'Institut James Baker. Il a demandé et reçu un budget d'1,3 million de dollars US du Congrès.

## Rapport
Le 6 décembre 2006, le groupe a rendu un rapport au président américain en se basant sur le constat que la politique irakienne de Bush « ne marche pas ».
Voir Rapport du groupe d'étude sur l'Irak